# Martha Sánchez Néstor
Martha Sánchez Néstor (Xochistlahuaca, Guerrero; 4 de febrero de 1974 – Ometepec, Guerrero; 30 de julio de 2021) fue una líder indígena feminista mexicana.

## Trayectoria
Durante su adolescencia, migró de su lugar de origen, ubicado en el municipio amuzgo de Xochistlahuaca, de la Costa Chica guerrerense a Chilpancingo para realizar sus estudios. Allí trabajó en el Consejo Estatal Electoral, lugar en el que conoció a otras mujeres con intereses políticos y encargadas de la defensa de los derechos de las mismas. En ese contexto dio inicio su participación en la defensa los derechos de las mujeres. 
En 1994, se incorporó a trabajar en el Consejo Guerrerense 500 Años de Resistencia Indígena y más tarde, fue fundadora del Consejo de la Nación Amuzga Ñe cwii ñ'oom A.C. y de la cooperativa de tejedoras Flores de la Tierra Amuzga.
Colaboró en la creación de la Convención Nacional Democrática en la Selva Lacandona. 
Siendo militante del Consejo Guerrerense, en 1998, formó la Comisión de la Mujer en el Consejo Guerrerense. De ahí se convirtió en una de las defensoras de los derechos de las mujeres indígenas más importantes. 
En 2001, participó en la movilización para aprobar la Ley de Derechos y Cultura Indígena y, al año siguiente, 2002, encabezó el proyecto Voces de Mujeres Indígenas de Guerrero, con la finalidad de visibilizar los procesos sociales relacionados con los derechos de las mujeres en el Estado.
En 2003, impulsó un diagnóstico médico y social sobre la mortalidad materna en zonas indígenas y creó la Casa de la Salud en Ometepec.
En 2004, participó en la conformación de la Coordinadora Guerrerense de Mujeres Indígenas (CGMI), que reunió a las cuatro etnias de Guerrero: amuzga, mixteca, nahua y tlapaneca. Allí escribió con otra líder indígena, Libni Iracema Dircio Chautla y la académica Gisela Espinosa Damián, la obra titulada Una nueva intelectualidad femenina en los pueblos indígenas de Guerrero" (Espinosa, Libni, Chautla y Sánchez Néstor, 2010).
Su labor destacó por haber impulsado la visibilización y defensa de los derechos de las distintas etnias, tal es el caso que organizó el Segundo Encuentro Nacional de Mujeres Indígenas, el Foro Voces de Mujeres y presidió una importante organización mixta, con 54 de los 56 pueblos indígenas de México: la Asociación Nacional Indígena Plural (ANIP).
Manifestó su rechazo con la idea de que los mayores conflictos de las personas indígenas provinieran de los usos y costumbres tradicionales e insistió en que los "mayores conflictos" surgen de la miseria y la explotación de sus pueblos, por la carencia de servicios públicos de calidad, la violencia del Estado y la militarización de la zona.
En 2011, se integró en el Instituto de Liderazgo Simone de Beauvoir, desempeñándose como coordinadora del Programa de Mujeres Indígenas. Posteriormente, a finales del 2014 fungió como Secretaria de Asuntos Indígenas del estado de Guerrero.
Su experiencia también se vio enriquecida, al formar parte de la Asamblea Consultiva del Consejo Nacional para Prevenir la Discriminación (CONAPRED).
Considerada una de las defensoras de derechos de las mujeres indígenas más sobresalientes por su participación en la lucha por el reconocimiento de sus derechos. Perteneció a la Directiva de la Coordinación Estatal Indígena y Afromexicana, fue coordinadora de la Alianza de Mujeres Indígenas de Centroamérica y México, miembro vocal del Consejo Directivo del Instituto de Liderazgo Simone de Beauvoir, así como miembro del Consejo Ciudadano para la Promoción y Defensa de los Derechos Políticos de las Mujeres del INMUJERES.

## Muerte
Martha Sánchez Néstor falleció el 30 de julio del 2021, en Ometepec, Guerrero por complicaciones del COVID 19.

## Reconocimientos
- 2005, recibió el mérito civil "Antonia Nava de Catalán".[7]
- 2006, fue galardonada con el premio civil indigenista "Cuauhtémoc", otorgado por el Gobierno del Estado de Guerrero.[8]
- 2011, fue reconocida como una de las 100 líderes del mundo más comprometidas con la salud de las mujeres y niñas, por la organización internacional Women Deliver.[9] En ese mismo año, la revista Proceso la incluyó en su edición especial Heroínas Anónimas.[10]
- 2012, recibió la medalla Omecíhuatl, en la categoría "Por los destacados aportes al reconocimiento y ejercicio de los derechos humanos de las mujeres", galardón que otorga el Instituto de las Mujeres del entonces Distrito Federal.[11]
- 2014, la Comisión de Derechos Humanos del Distrito Federal le entregó el premio Ponciano Arriaga, que otorga a las personas defensoras de los derechos humanos destacadas.
- En 2016, la Revista Forbes México, la incluyó en su lista de las 100 mujeres más poderosas de México.[10]